# Simon-und-Judas-Kirche Marlesreuth

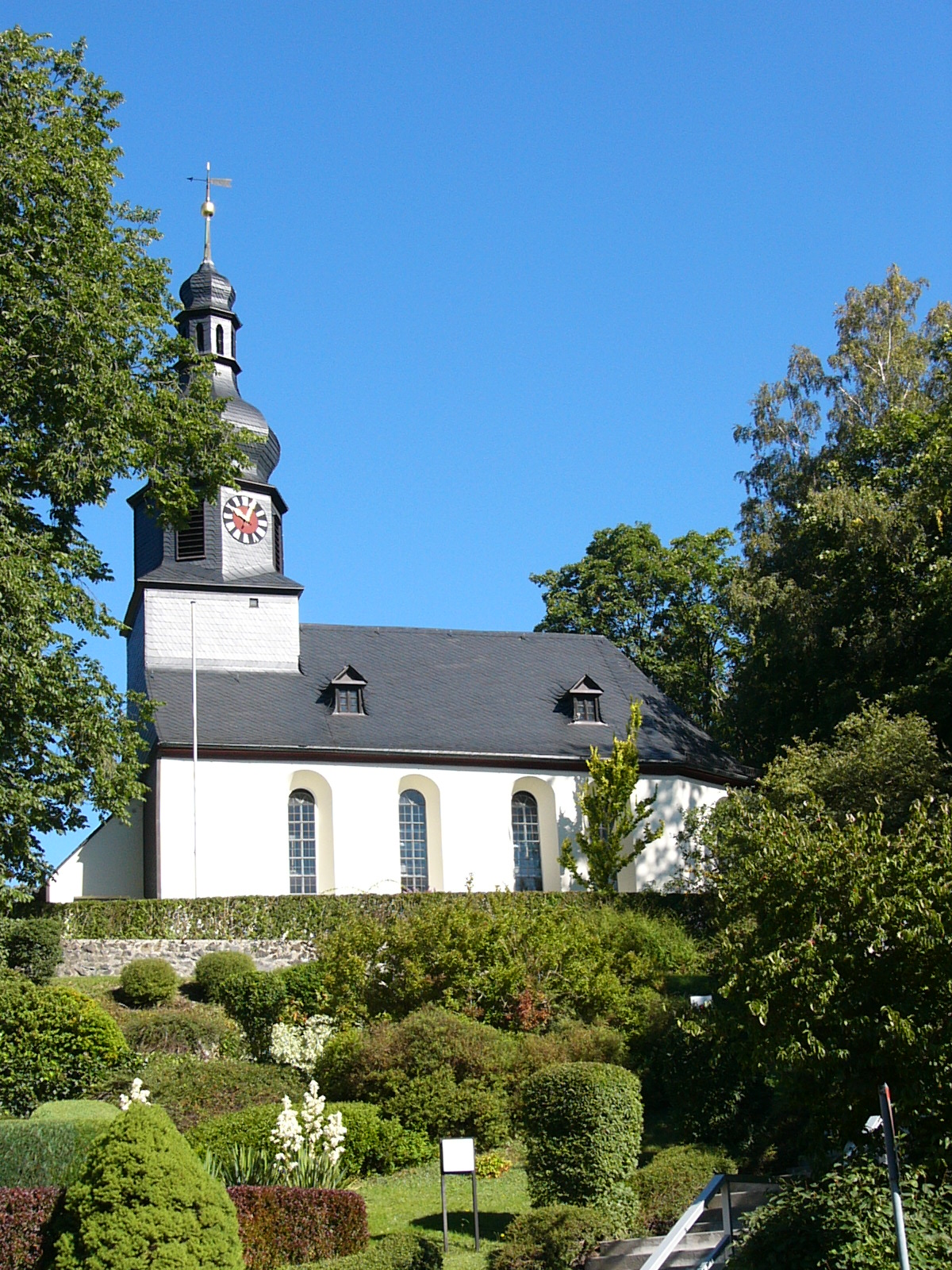
Simon-und-Judas-Kirche

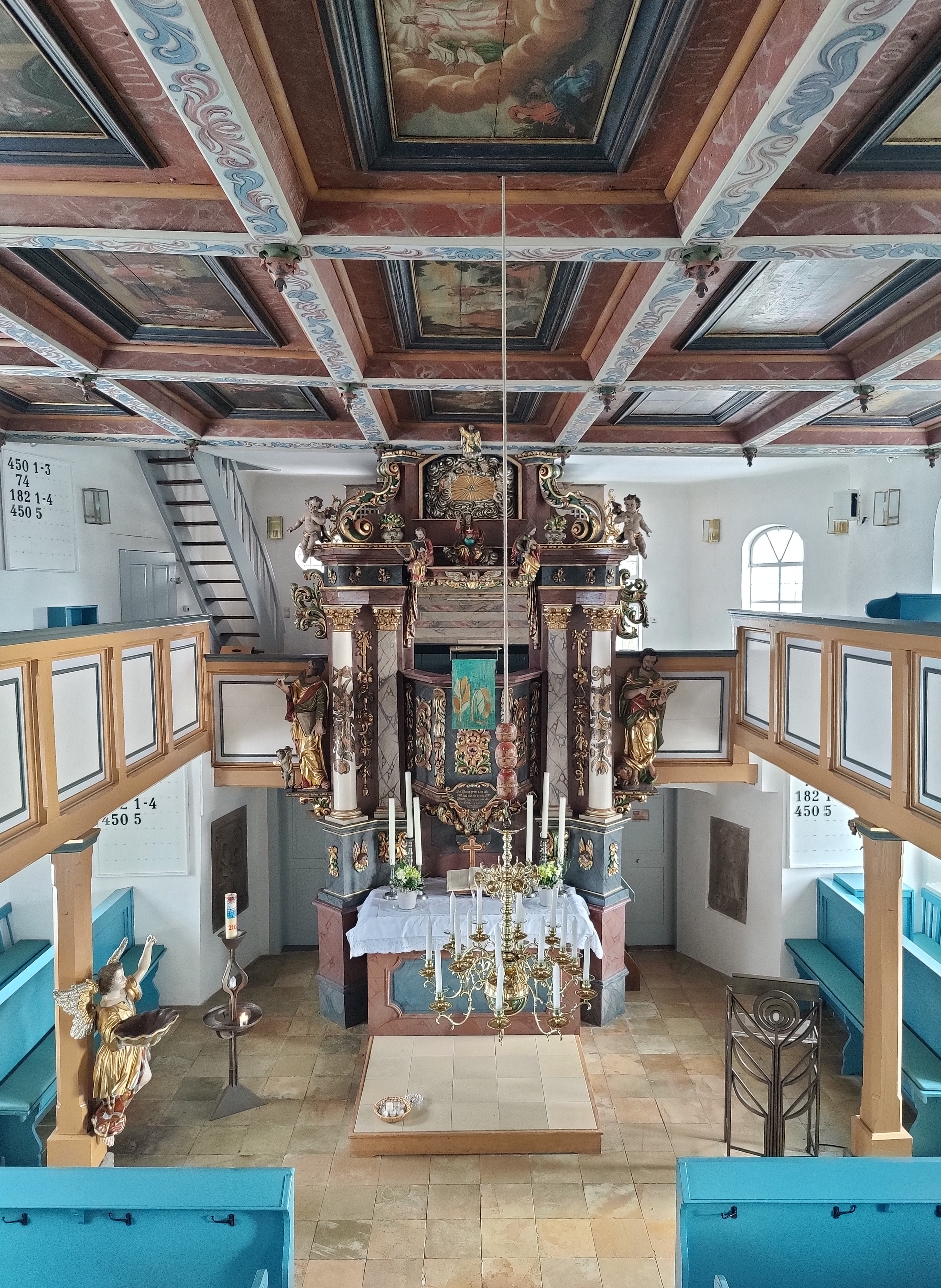
Innenraum (2022)

Die Simon-und-Judas-Kirche ist die evangelisch-lutherische Pfarrkirche in Marlesreuth, einem Gemeindeteil von Naila.
Die Kirche liegt im Nordwesten der Ortschaft an einem Hang, umgeben vom Friedhof. Erstmals urkundlich erwähnt wurde sie 1440. Zu den Besonderheiten zählen ein Kanzelaltar und ein Taufengel von Wolfgang Adam Knoll aus dem Jahre 1742. Die mit biblischen Motiven reich ausgemalte Kassettendecke wurde 1717 von Heinrich Matthäus Lohe geschaffen.

## Orgel
In das Orgelgehäuse von 1721 von Johann Peter Penick und Johann Nikolaus Knoll (Holzschnitzereien) baute Wolfgang Hey 1978 ein neues Werk mit 12 Registern auf zwei Manualen und Pedal.
Disposition der Orgel
| Manual I C–f3 |       |
| Rohrflöte     | 8'    |
| Prinzipal     | 4'    |
| Spitzflöte    | 2'    |
| Mixtur 3fach  | 1 ⁄3' |

| Manual II C–f3 |       |
| Grobgedackt    | 8'    |
| Spillflöte     | 4'    |
| Nasat          | 2 ⁄3' |
| Prinzipal      | 2'    |
| Terz           | 4⁄5'  |

| Pedal C–f1 |     |
| Subbaß     | 16' |
| Gedecktbaß | 08' |
| Pommer     | 04' |

- Koppeln: I/II; I/P; II/P.